# Фёдоров, Семён Фёдорович
Семён Фёдорович Фёдоров  (1867—1910) — русский художник, пейзажист, ученик И. И. Шишкина. Участник русско-японской войны.

## Биография
Семен Фёдорович Фёдоров родился в 1867 году в крестьянской семье. Поступив на военную службу, занимался любительской живописью.  Свою роль в судьбе художника сыграл президент Академии Художеств Великий князь Владимир Александрович. Однажды ему на глаза попались работы С. Ф. Фёдорова. Увидев их, Великий князь, отдал распоряжение уволить Федорова со службы в запас и принять в Императорскую Академию художеств учеником в мастерскую русского художника-пейзажиста И. И. Шишкина.
Получив образование в Академии, художник писал этюды на пленере у железнодорожной станции Сиверская, в окрестностях Валаамского монастыря, в Финляндии, Нижнем Новгороде. В 1890-е годы занимался в мастерской профессора Ю. Ю. Клевера. Некоторое время жил и работал в Петербурге, совершал поездки в Финляндию.
Принимал участие в военных действиях на русско-японской войне, был тяжело ранен. Скончался Семен Федорович Федоров от полученных ран в 1910 году в Нижнем Новгороде.
В настоящее время картины художника хранятся в музеях и частных коллекциях в России.

## Выставки
При жизни С. Фёдорова, его картины регулярно экспонировались на выставках Санкт-Петербургского общества художников.
Посмертная персональная выставка произведений С. Фёдорова состоялась в 1910 году в Петербурге. На выставке было представлено 73 картины художника.

## Творчество
Широкой публике творчество художника было известно по публикациям в журналах «Нива» и «Родина», репродукциям на художественных открытках.
Семен Фёдорович Фёдоров писал пейзажи, был мастером лесных летних и зимних пейзажей, оживляемых речками, ручьями, мельницами, видами храмов и др. Его произведениях написаны в традициях русской живописной школы, в них чувствуется влияние его учителей — И. И. Шишкина, Ю. Ю. Клевера.

## Галерея

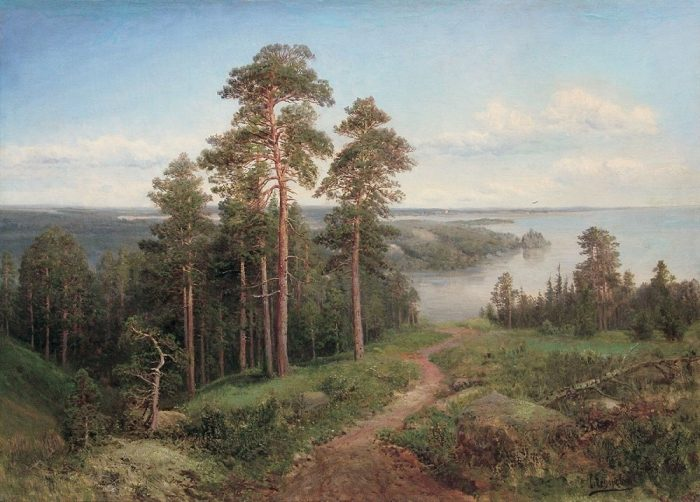
С. Фёдоров. Пейзаж
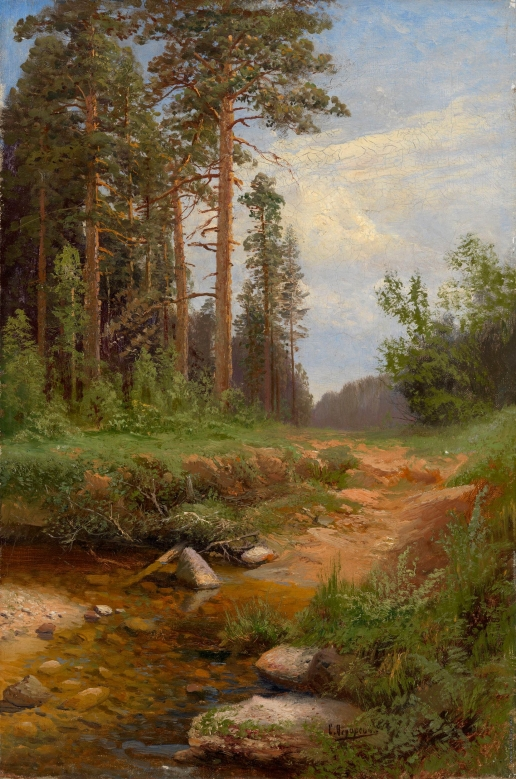
Лесной пейзаж с ручьем
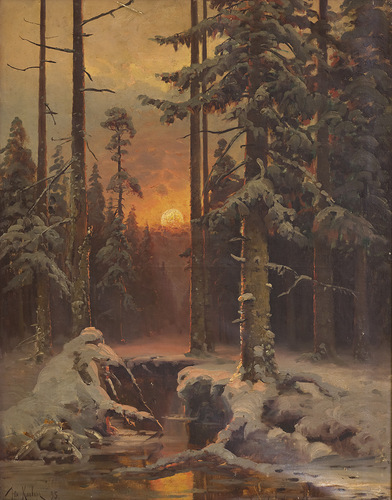
Первый снег
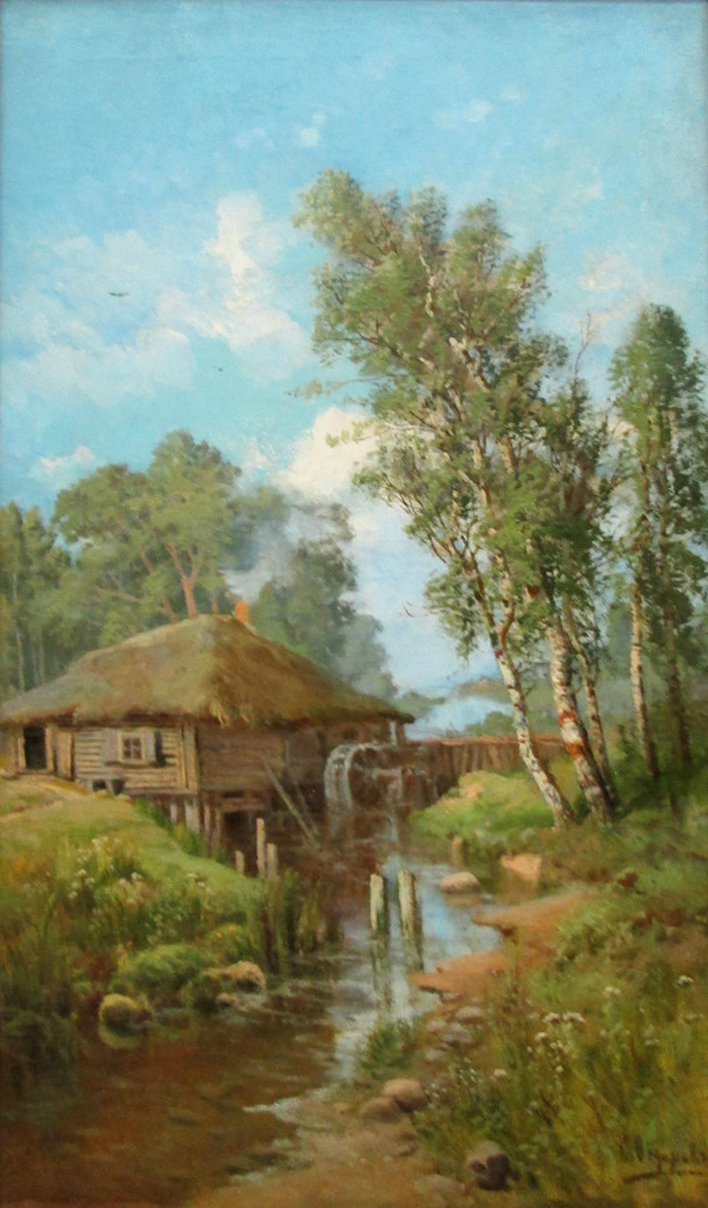
Водяная мельница
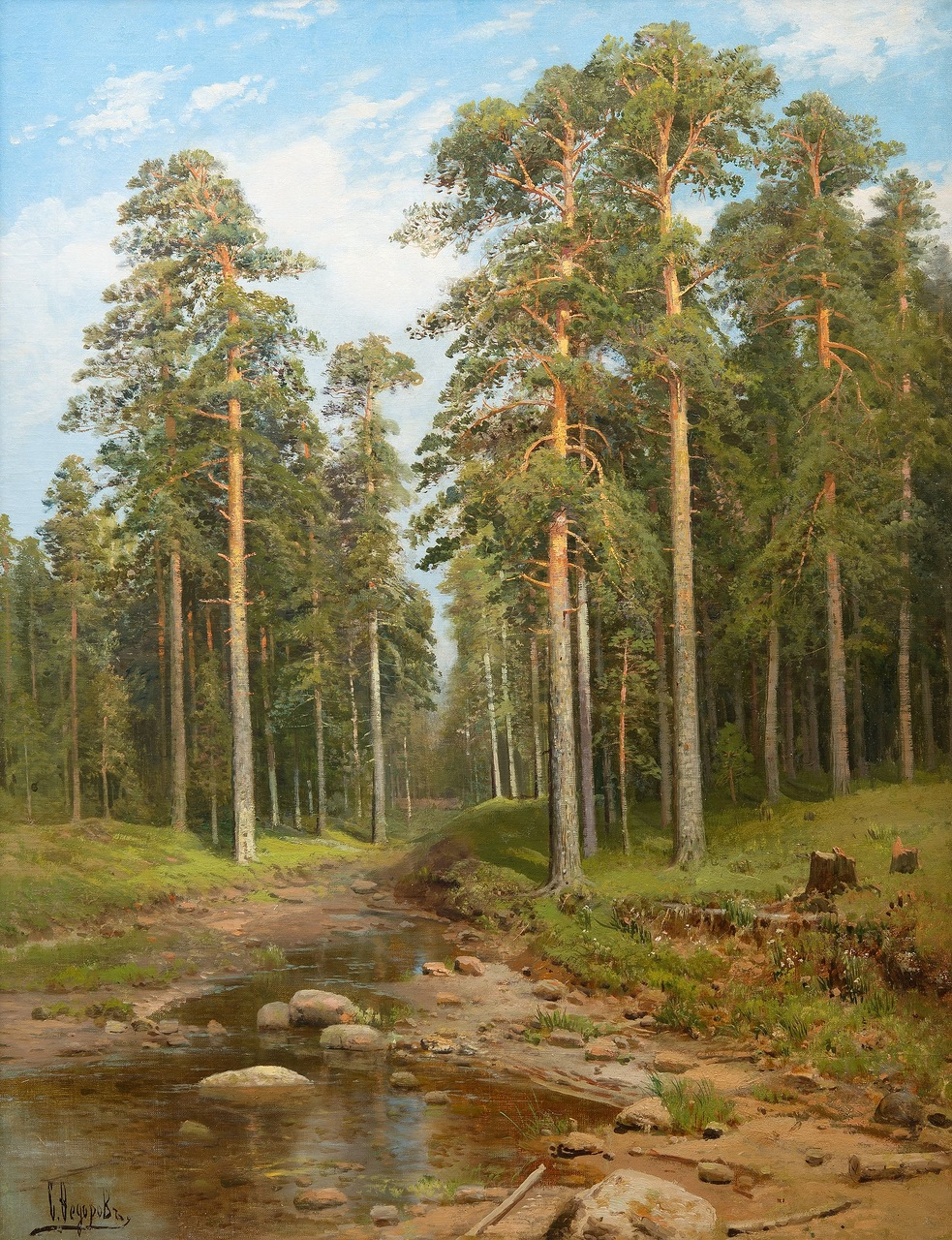
Пейзаж
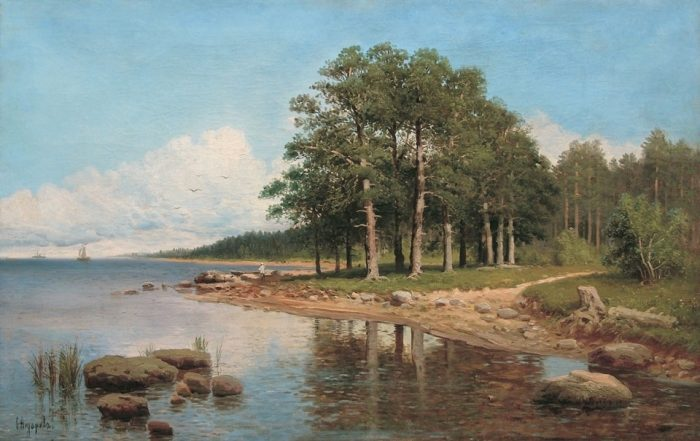
Пейзаж